# هیروشی سوجیما
هیروشی سوجیما (به انگلیسی: Hiroshi Soejima) بازیکن فوتبال اهل ژاپن و عضو تیم ملی فوتبال ژاپن است که در تاریخ ۰۹ ژوئن ۱۹۸۰ میلادی اولین بازی ملی‌اش را انجام داد. او در ۳ بازی ملی حضور داشت و آخرین بازی ملی خود را در تاریخ ۱۸ ژوئن ۱۹۸۰ میلادی انجام داد. هیروشی سوجیما در بازی‌های ملی‌اش
گلی به ثمر نرساند.